# Jean-Louis Papin
Jean-Louis Henri Maurice Papin (* 14. září 1947 Chemillé) je francouzský římskokatolický duchovní a teolog. Od roku 1999 do roku 2023 zastával úřad diecézního biskupa v Nancy-Toul, s nímž je spojen titul primas lotrinský.

## Život
Jean-Louis Papin se narodil v roce 1947 ve městě Chemillé, nacházející se v departmentu Maine-et-Loire v Pays de la Loire. Vystudoval teologii na katolickém institutu v Paříži. Po vysvěcení na kněze v roce 1974 působil ve farnostech náležejících angerské diecézi (1974–1978). V letech 1980–1993 vyučoval dogmatickou teologii na Séminaire interdiocésain de Nantes. V letech 1993–1999 seminář v Nantes vedl. V červnu 1999 se vrátil do farní správy v angerské diecézi. Papež Jan Pavel II. ho téhož roku jmenoval sídelním biskupem diecéze Nancy-Toul. S biskupstvím v Nancy je spjat titul primase lotrinského. V roce 2023 byl emeritován z důvodu dosažení kanonického věku a v úřadu jej nahradil Mons. Pierre-Yves Michel.

## Osobní erb
Blason: Štít nedělený. V hlavním modrém poli tři svislé zlaté lotrinské kříže. Vše převýšeno zeleným kloboukem s deseti střapci.